# Sophisticated Ladies
Pour l’article ayant un titre homophone, voir Sophisticated Lady.
Sophisticated Ladies est une revue musicale basée sur la musique de Duke Ellington.
Après quinze avant-premières, la production de Broadway, conçue par Donald McKayle, mise en scène par Michael Smuin et chorégraphiée par McKayle, Smuin, Henry Letang, Bruce Heath, et Mercedes Ellington, fut donnée le 1er mars 1981 au Lunt-Fontanne Theatre, et fut suivie de 767 représentations en deux ans. L'orchestration était de Al Cohn, les arrangements de Mayers Lloyd, avec le fils de Duke Ellington, Mercer Ellington, à la direction musicale
La première distribution comprenait Gregory Hines, Judith Jamison, Phyllis Hyman, Hinton Battle, Gregg Burge, et Mercer Ellington. Le frère ainé de Gregory Hines, Maurice, se joignit à la troupe plus tard.
Le premier acte relate les débuts d'Ellington au Cotton Club jusqu'à son premier grand succès, alors que le deuxième acte s'attache à l'homme privé et à l'artiste.
Les titres en étaient Mood Indigo, Take the "A" Train, I'm beginning to see the light, Hit me with a hot note and watch me bounce, Perdido, Caravan, It Don't Mean a Thing (If It Ain't Got That Swing), I let a song go out of my heart, Old man blues, In a Sentimental Mood, Sophisticated Lady, Don't Get Around Much Anymore, Satin Doll, I got it bad and that ain't good, Do nothing till you hear from me, I'm just a lucky so-and-so et Solitude.
La revue a été nommée pour huit Tony Awards en 1981 et a finalement obtenu le prix du meilleur second rôle (Battle Hinton) et des meilleurs costumes (Willa Kim).

## Prix et nominations
- Tony Award for Best Musical (nommée)
- Tony Award for Best Actor in a Musical (Hines, nommé)
- Tony Award for Best Featured Actor in a Musical (Battle, vainqueur)
- Tony Award for Best Featured Actress in a Musical (Hyman, nommée)
- Tony Award for Best Costume Design (winner)
- Tony Award for Best Lighting Design (nommé)
- Tony Award for Best Choreography (nommée)
- Tony Award for Best Direction of a Musical (nommée)
- Theatre World Award (Hyman, vainqueur)
- Drama Desk Award for Outstanding Featured Actor in a Musical (Burge, nommé)